# Anakaputhur
Anakaputhur está localizado no distrito de Kancheepuram , no estado indiano de Tamil Nadu.

## Demografia
Segundo o censo de 2001,  Anakaputhur  tinha uma população de 31,733 habitantes. Os indivíduos do sexo masculino constituem 51% da população e os do sexo feminino 49%. Anakaputhur tem uma taxa de literacia de 74%, superior à média nacional de 59.5%; com 54% para o sexo masculino e 46% para o sexo feminino. 12% da população está abaixo dos 6 anos de idade.